# 전주전라초등학교
전주전라초등학교는 대한민국 전북특별자치도 전주시 덕진구 인후동1가에 있는 초등학교이다.

## 학교 연혁
- 1983년 12월 28일 설립인가
- 1984년 3월 1일 전주전라국민학교 개교(30학급)
- 1984년 3월 1일 병설유치원 개원(3학급)
- 1996년 3월 1일 전주전라초등학교로 개칭
- 2013년 8월 31일 병설유치원 폐원
- 2020년 2월 14일 제36회 졸업(계 125명, 총 6,104명)
- 2020년 3월 1일 29학급 편성(특수 2학급 포함)
- 2020년 3월 1일 제14대 최영자 교장 부임

## 학교 상징
- 우리 학교 꽃 - 철쭉 : 5월경 종모양으로 붉게 피어나는 철쭉 꽃은 전라어린이의 희망과 꿈이지요. 여럿이 무리지어 서로 도우며 단결된 힘을 나타냄.
- 우리 학교 나무 - 은행나무 : 높이 자라는 것은 푸른 꿈을 지니게 하고 곱고 곧게 자라는 것은 진실하고 솔직한 마음으로, 많은 열매를 맺는 것은 나라를 위해 많은 일을 할 것을 상징.
- 우리 학교 새 - 까치 : 나라새는 애조사상(愛鳥思想)을 고취하며 민족을 상징한다는 데 그 의의가 있으며 까치는 우리 주변을 크게 벗어나지 않고 살아온 친근한 새 가운데 하나임.

## 참고 자료
- 전주전라초등학교 - 한국교육학술정보원 학교알리미